# Austrogynacantha heterogena
Genre
Espèce
Austrogynacantha heterogena  est une espèce monotypique (seule espèce du genre Austrogynacantha) de la famille des Aeshnidae appartenant au sous-ordre des Anisoptères dans l'ordre des Odonates. Cette espèce est crépusculaire et on l'a retrouve en Australie et en Nouvelle-Calédonie   .